# Oleg Blochin
Oleg Blochin (ukrajinsky Олег Володимирович Блохін, Oleh Volodymyrovyč Blochin * 5. listopadu 1952, Kyjev, Ukrajinská SSR - dnes Ukrajina) je bývalý ukrajinský fotbalista, sovětský reprezentant, bývalý ukrajinský politik (dvakrát zvolen do ukrajinského parlamentu) a fotbalový trenér.

## Klubová kariéra
Celá jeho hráčská kariéra je spojena s Dynamem Kyjev, kde působil v letech (1969–1988). Odehrál 433 zápasů, ve kterých vstřelil 211 gólů. Svoji hráčskou kariéru zakončil v druhodivizním Vorwärts Steyr s bilancí 41 zápasů a 9 gólů a v kyperském Aris Limassol, zde se čísla zastavila na 22 zápasech a 5 gólech .
Ve své době patřil mezi nejrychlejší hráče, dokázal zaběhnout 100 m za 10,8 s.

## Reprezentační kariéra
Reprezentační kariéru zahájil v roce 1972. Poslední zápas odehrál jako 36letý v roce 1988.
Jako reprezentant Sovětského svazu nastoupil celkem sedmkrát proti týmu bývalého Československu a vstřelil 2 góly. V živé paměti zůstává památné utkání 29. listopadu 1981. Československá reprezentace tehdy remizovala v Bratislavě se SSSR 1:1, což jí v posledním utkání kvalifikace posunulo na mistrovství světa do Španělska. Sověti měli před zápasem jistý postup a bratrské pomoci sousedovi z východního bloku se příliš nebránili. Dokumentoval to tenkrát i Blochin, který neskrýval zděšení, když ve 14. minutě na těžkém terénu střelou zdálky zaskočil brankáře Zdeňka Hrušku. Jenže Rostislav Vojáček za dalších dvacet minut zblízka vyrovnal a pak už zápas v klidu dospěl k potřebné remíze.
V reprezentaci SSSR sehrál 101 zápasů a vstřelil 35 gólů.

## Trenérská kariéra
- Olympiakos Pireus 1990-1993
- PAOK Soluň 1993-1994
- FC Ionikos 1994-1997
- PAOK Soluň 1997-1998
- AEK Athény 1998-1999
- FC Ionikos 1999-2002
- Ukrajinská fotbalová reprezentace 2003-2007
- FK Moskva 2007-2008
- Černomorec Odesa 2009
- Ukrajinská fotbalová reprezentace 2011-2012

## Úspěchy
- mistr Vyšší ligy SSSR 1971, 1974, 1975, 1977, 1980, 1981, 1985, 1986
- vítěz Sovětského fotbalového poháru 1974, 1978, 1982, 1985, 1987
- vítěz Superpoháru UEFA 1975
- vítěz PVP 1974/75, 1985/86
- vítěz Zlatého míče 1975 [1]
- Fotbalista roku SSSR 1973, 1974, 1975
- Fotbalista roku Ukrajiny 1972, 1973, 1974, 1975, 1976, 1977, 1978, 1980, 1981
- král ligových střelců SSSR 1972, 1973, 1974, 1975, 1977
- nejlepší střelec Poháru vítězů pohárů 1986
- nejlepší ukrajinský fotbalista minulého století
- člen UEFA Jubilee 52 Golden Players.[2][3]